# Grand Hôtel du Cap-Martin
Ne pas confondre avec le Grand-Hôtel du Cap-Ferrat.
Le Grand Hôtel du Cap-Martin est un ancien hôtel de luxe sur la commune de Roquebrune-Cap-Martin dans le département des Alpes-Maritimes en France. C'est maintenant une résidence privée.

## Construction et Belle Époque
Source   

Le 29 mars 1889, George Calvin White, créateur du whisky Black and White acquiert pour 575.000 francs-or la propriété du Cap-Martin. Jusque-là c'était un domaine de chasse qui avait plusieurs fois changé de propriétaire dans les années précédentes. Le terrain est très accidenté. Mais en 1896, une route en bord de mer permet un accès facile à la gare de Menton.
Une société anonyme anglaise, Cap Martin Hotel Limited dont le siège est à Londres en achète 13 ha et fait construire le Grand Hôtel du Cap par l'architecte danois Hans-Georg Tersling qui a déjà construit plusieurs hôtels et villa de luxe sur la côte d'Azur. Les travaux commencent en 1890 à la pointe du cap. Une première tranche est achevée en 1891. Deux ailes sont ajoutées ultérieurement. L'aile ouest, la plus longue, accueille les suites de luxe pour les hôtes de marque : l'empereur François-Joseph Ier d'Autriche, son épouse Élisabeth d’Autriche connue sous le nom de Sissi et l'ex-impératrice Eugénie.

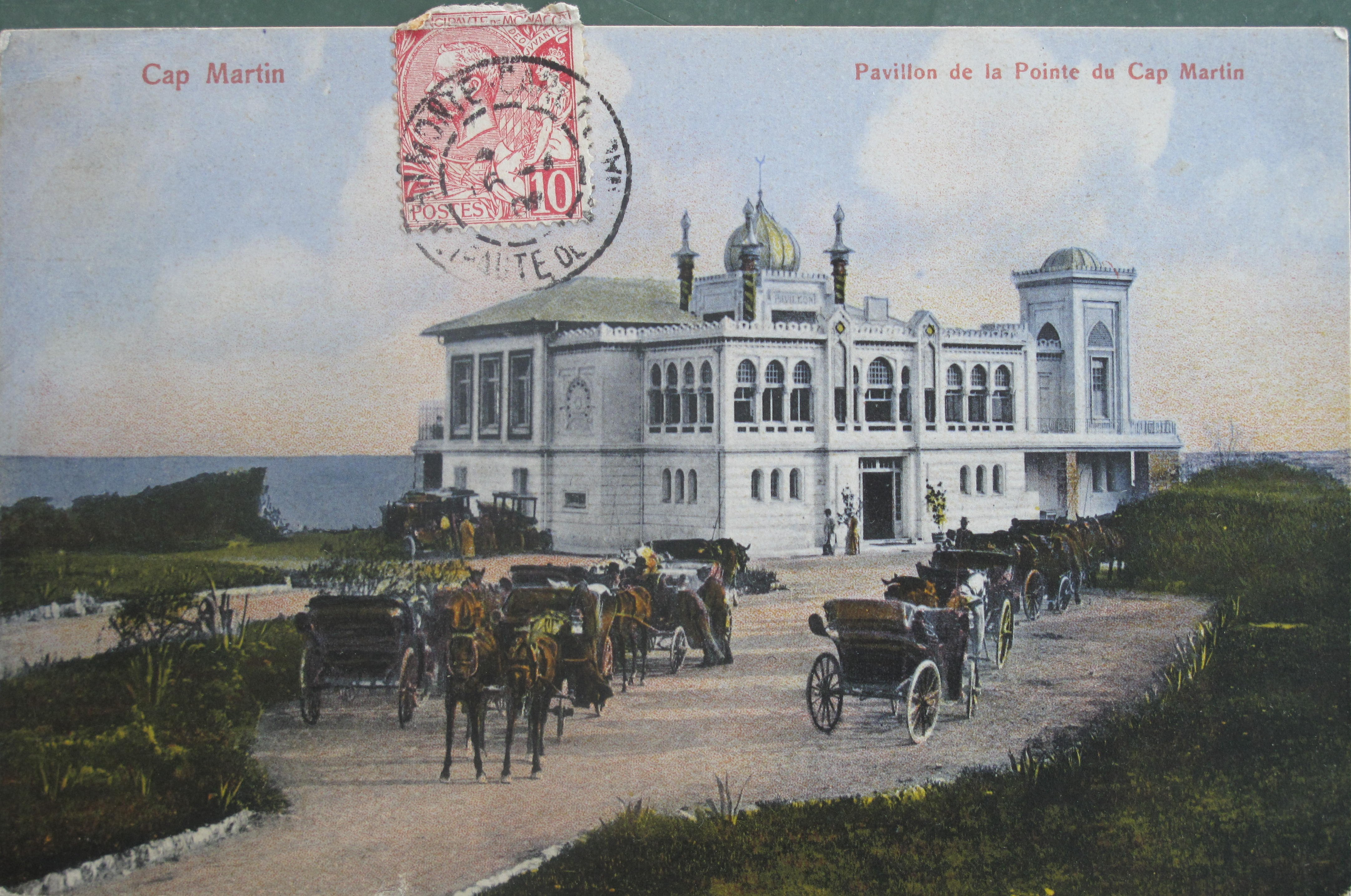
Le pavillon de style mauresque.

Une villa la Pointe est construite sur un jeu de piliers entre l'hôtel et les rochers déchiquetés du bord de mer tout proche. De style arabisant, elle est connue sous les noms de pavillon du Cap ou Moorish tea pavillon. S'y déroulent des concerts d'après-midi et des compétitions d'escrime.
L'hôtel bénéficie d'un confort exceptionnel pour l'époque : jardins éclairés par réverbères, gaz à tous les étages, eau courante dans toutes les chambres grâce à un réservoir sous le toit, chaudière au fuel pour production locale d'électricité, ascenseur. Une partie du lait nécessaire aux clients est fournie par la Grande Vacherie du Cap-Martin qui rassemble une trentaine de vaches dans l'oliveraie millénaire de Roquebrune.
Vu du large, l'hôtel présente une large façade éclatante de blancheur. Stéphen Liégeard le qualifie de « Leviathan de luxe et de confort ».
Un personnel nombreux et expérimenté assure un service de grande qualité.
De 1902 à 1904, des travaux d'agrandissement sont entrepris. H.-G. Tersling fait démonter le toit pour ajouter un étage. Les halls sont aussi agrandis.
L'hôtel propose de 250 à 300 chambres entre la mi-novembre et fin avril. Des voitures d'abord à cheval puis automobiles permettent de rejoindre la gare de Menton. Un tramway sera même construit.
À côté de l'hôtel, un monument est élevé à la mémoire de Sissi et commémore ses nombreux séjours.

## Le déclin
Source   

Pendant la Première Guerre mondiale, l'hôtel accueille des réfugiés et sert d'hôpital pour des officiers britanniques avec un financement privé puis public à compter de mai 1918.
L'hôtel rouvre ses portes le 8 décembre 1919 sans retrouver sa riche clientèle. Le pavillon du Cap est aménagé en restaurant. Une piscine d'eau de mer avec toboggan est construite ainsi que des courts de tennis. Pour permettre le libre passage des promeneurs sur le sentier littoral, une galerie en béton armé est édifiée.
L'hôtel est maintenant ouvert toute l'année, y compris pour des clients extérieurs à l'hôtel qui s'acquittent d'un droit d'entrée pour accéder à la piscine.
Mais un incendie éclate dans les étages supérieurs le 16 octobre 1932 vers 19 h et ne peut être maitrisé que vers 0 h 30 en raison du manque de citerne d'eau. Les dégâts sont importants du fait du feu mais aussi en raison de l'eau déversée. L'hôtel rouvre après des travaux mais connait une situation financière difficile.
Le pavillon du Cap est détruit par le bombardement italien en juin 1940.
Après la Seconde Guerre mondiale, une partie de l'hôtel est vendue en copropriété en 1947. L'hôtel rouvre. Il connaît un certain succès pour avoir servi de lieu de tournage du film Cargaison clandestine d'Alfred Rode avec notamment Luis Mariano. Mais finalement, il est totalement vendu en appartements en 1959.